# ديفيد ليون (أستاذ جامعي)
ديفيد ليون (بالإنجليزية: David Lyon)‏ هو أستاذ مدرسة ومؤلف وكاتب كندي وبريطاني، ولد في 7 ديسمبر 1948 في إدنبرة في المملكة المتحدة.